# 港鐵友禮會
港鐵友禮會，是港鐵（前地鐵）在2000年成立「地鐵友禮會」（MTR Club），為乘客送上最新的港鐵（前地鐵）的優惠和資訊。兩鐵合併後，「地鐵友禮會」易名為「港鐵友禮會」，並擴展至前九鐵的東鐵綫、西鐵綫、馬鞍山綫及輕鐵。直至現在，會員人數經已超過74萬。該會為會員提供多項獨家優惠，包括生日專享優惠、優先購買限量版港鐵紀念品、會員推薦獎賞計劃等，更不斷舉辦乘車獎賞計劃，讓會員乘車時儲分，換領特別車票等紀念品。

## 歷史
港鐵（前地鐵）於2000年成立「地鐵友禮會」，2007年12月合併後易名為「港鐵友禮會」。
由2020年5月5日起，為了不斷優化服務和優惠，港鐵將以全新一站式獎分計劃回饋客戶，除了搭港鐵，以後客戶在指定港鐵商場或車站商店消費，均可賺取獎分換取免費車程或其他獎賞。為配合推出全新獎分計劃，港鐵友禮會將於2020年5月5日起終止運作。同時港鐵就新計劃現正進行系統更新，港鐵站內的「會員服務站」已於2020年4月6日起暫停服務。

## 查分方法
會員可於部份港鐵車站或港鐵商場的會員服務站（前身為「e分鐘著數」機）查詢獎分或於港鐵友禮會網站查詢。

## 優惠
會員能享有多項獨家優惠，包括生日專享優惠、優先購買限量版港鐵紀念品、會員推薦獎賞計劃等，更不定期舉辦乘車獎賞計劃（名為「站站獎」積分計劃），讓會員乘車時儲分換領特別版車票、免費普通單程車票或港鐵商店禮券。

## 外部連結
- 港鐵友禮會 （页面存档备份，存于）

1. ↑  .   [2016-12-08]. （原始内容存档于2016-08-26）.
2. ↑  .   [2016-12-08]. （原始内容存档于2020-11-02）.